# جلوديس بيرلا فيجوسدوتير
جلوديس بيرلا فيجوسدوتير (مواليد 27 يونيو 1995) هي لاعبة كرة قدم ايسلندية تلعب كمدافعة في نادي بايرن ميونخ للسيدات في الدوري النسائي الألماني وتمثل المنتخب الوطني الإيسلندي.

## مسيرتها في الأندية
لعبت جلوديس بيرلا كرة القدم في فريق الشباب بالدنمارك مع نادي إيجيبيرج إي.إي.إف. وكان ناديها الأول في الفرق الكبار هو نادي ه.كيه/فيكينغور. ثم انتقلت للعب في نادي ستيارنان خلال موسم 2012، بعد أن قضت ثلاثة أشهر في الدنمارك مع نادي هورسينس إس.إي.كي. لعبت في دامالسفينسكان مع نادي إسكيلستونا يونايتد من عام 2015 إلى عام 2017، قبل أن تنتقل إلى نادي إف سي روزنجورد في يوليو 2017.
في يوليو 2021، انضمت جلوديس بيرلا إلى نادي بايرن ميونخ في الدوري النسائي الألماني.

## المسيرة الدولية
في 4 أغسطس 2012، خاضت جلوديس بيرلا أول مباراة لها مع المنتخب الوطني الأول في تعادل إيسلندا 1-1 في مباراة ودية مع اسكتلندا في ملعب كابيلو. استدعيت لتكون جزءًا من المنتخب الوطني لبطولة كأس الأمم الأوروبية للسيدات 2013 . في 7 أبريل 2022، خاضت مباراتها المئوية مع منتخب إيسلندا في فوز 5-0 على بيلاروسيا في تصفيات كأس العالم للسيدات 2023.